# W souscrit
Cette page contient des caractères spéciaux ou non latins. S’ils s’affichent mal (▯, ?, etc.), consultez la page d’aide Unicode.
Le diacritique w souscrit est un signe diacritique utilisé comme variante à l’oméga souscrit de l’alphabet phonétique international par certains auteurs.

## Utilisation
Dans l’alphabet phonétique international l’oméga souscrit ‹ ◌̫ › a parfois été remplacé par le w souscrit pour indiquer la labialisation, par exemple dans le Linguistic Atlas of Scotland (Atlas linguistique d’Écosse) publié en 1986. Avec les lettres descendantes, l’oméga souscrit peut aussi être remplacé par un oméga suscrit ‹ ◌᫇ ›, qui lui-même est parfois remplacé par un w suscrit ‹ ◌ᷱ ›. Après la convention de Kiel de 1989, l’oméga souscrit est remplacé par le w en exposant [◌ʷ] (déjà utilisé auparavant).